# Lino Vaccari
Pour les articles homonymes, voir Vaccari.
Lino Vaccari (né à Crespano del Grappa le 23 août 1873 et mort à Rome en 1951) est un botaniste italien.

## Biographie
Après des études de sciences naturelles à Padoue en 1896 et une thèse sur l'anatomie et la systématique des gentianes italiennes, publiée en 1902, Vaccari se consacre à l'enseignement comme professeur de sciences dans les écoles secondaires (à Aoste, Tivoli, Florence et Rome), avant de devenir directeur d'école secondaire et inspecteur scolaire pour les écoles moyennes. Il fut également professeur de botanique à l'université de Rome et l'Institut des hautes études à Florence.
Ses travaux de recherche en botanique sur le terrain ont débuté en Vallée d'Aoste, où il séjourne de 1896 à 1902 comme professeur de sciences au lycée classique d'Aoste. Il travaille avec l'abbé Pierre Chanoux, fondateur du jardin botanique alpin Chanousia dont Vaccari deviendra directeur en 1909 après la mort du fondateur. En 1902, il fonde avec Joseph-Marie Henry, le Bulletin de la Société de la flore valdôtaine, dont il est l'éditeur jusqu'en 1941, et qui depuis 1975 est renommé Revue valdôtaine d'histoire naturelle. Dans ces années, le projet est né d'un ouvrage complet sur la flore du Val d'Aoste, qui a vu la naissance d'un seul volume consacré aux Thalamiflores et Calyciflores. Il est l'auteur de plus de 150 publications scientifiques. Il a également écrit de nombreux articles de vulgarisation scientifique et des manuels scolaires pour les écoles secondaires.

## Hommage
La route contournant le château Jocteau, ancien siège de la Société de la flore valdôtaine, sur la colline d'Aoste (région Beauregard), porte son nom.

## Publications
Liste non exhaustive
- Catalogue raisonné des plantes vasculaires de la Vallée d'Aoste, vol. I, Aoste : Imprimerie catholique, 1904
- Flora cacuminale della Valle d'Aosta, Florence : Pellas, 1901
- L'amico dei fiori : piccola guida tascabile allo studio della botanica : ad uso dei dilettanti e dei principianti, Turin : C. Clausen H. Rinck succ., 1906
- Per la protezione della fauna italiana, Tivoli : Tip. Majella di A. Chicca, 1912
- Contributo alla briologia della Valle d'Aosta, Florence : Stab. Pellas, 1913
- Come vivono le piante : compendio di biologia e morfologia vegetale, ad uso delle scuole medie superiori, Torino-Genova : S. Lattes e C., 1922
- Come vivono gli animali : compendio di morfologia e di biologia animale, ad uso delle scuole medie superiori, Torino-Genova : S. Lattes e C., 1924

## Source
- (it) Cet article est partiellement ou en totalité issu de l’article de Wikipédia en italien intitulé « Lino Vaccari » (voir la liste des auteurs).